# María José Sánchez Rubio
María José Sánchez Rubio (Casarabonela, Málaga, 4 de enero de 1954) es una funcionaria y política socialista española.

## Trayectoria
Es licenciada en Psicología y diplomada en Trabajo Social y Gerontología. Es funcionaria de carrera desde 1978 y pertenece al Cuerpo de Administradores Generales de la Junta de Andalucía. Hasta su nombramiento como consejera de Igualdad, Salud y Políticas Sociales, fue delegada del Gobierno de la Junta de Andalucía en Granada desde abril de 2010.
Sánchez Rubio tiene una trayectoria en la Administración autonómica vinculada a los servicios sociales. Fue delegada de Asuntos Sociales en Granada (1997-2003), así como jefa del Servicio de Gestión de Servicios Sociales de la Delegación de Igualdad y Bienestar Social.
Fue concejala en el Ayuntamiento de Granada (2003-2004) y parlamentaria en el Congreso de los Diputados (2004-2010). En su etapa como diputada Sánchez Rubio fue portavoz de la Comisión de las Políticas Integrales para la discapacidad y portavoz adjunta de la Comisión de Seguimiento y Evaluación de los Acuerdos del Pacto de Toledo.
Es vicepresidenta primera de la Fundación del Parque Tecnológico Ciencias de la Salud de Granada y miembro nato del Comité Provincial de Cruz Roja.

## Premios y reconocimientos
Su tarea profesional se ha reconocido con diversos premios y distinciones, entre los que sobresalen el 
- Premio Nacional del Trabajo Social 2011
- Diploma de Honor e Insignia de Oro de Trabajo Social por su trayectoria profesional (2010)
- Premio CAMF de Oro de la Confederación Andaluza de Discapacidad Física (2002).